# Borowiec (Wieluń)
Pour les articles homonymes, voir Borowiec.
Borowiec est une localité polonaise de la gmina et du powiat de Wieluń en voïvodie de Łódź.